# Пепоаза
Пепоа́за (Neoxolmis rufiventris) — вид горобцеподібних птахів родини тиранових (Tyrannidae). Мешкає в Південній Америці.

## Опис

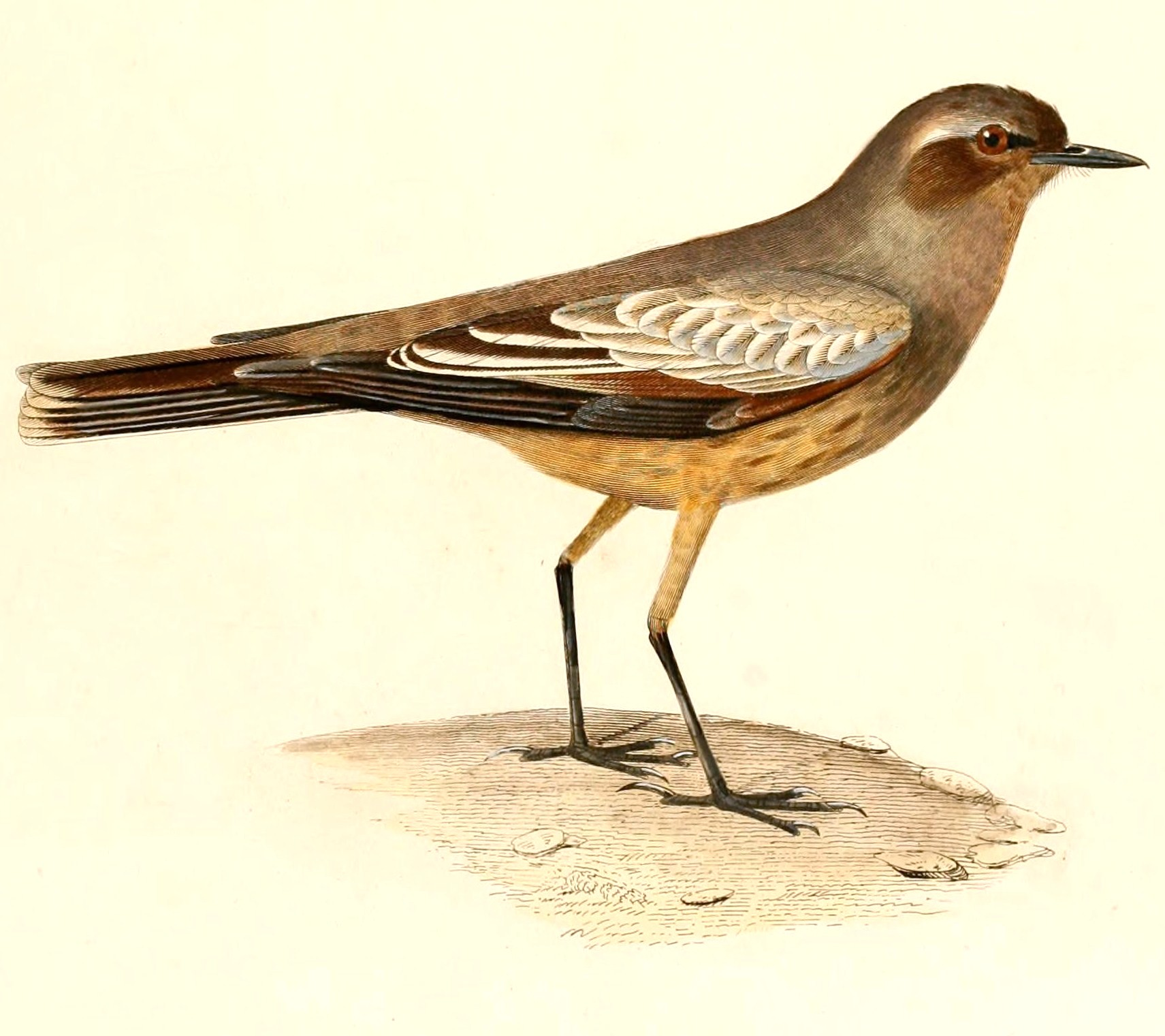
Пепоаза (малюнок 1847 року)

Довжина птаха становить 23 см. Верхня частина тіла попелясто-сіра, лоб чорний, навколо очей чорні плями. Плечі світло-піщані або сріблясті, внутрішні махові пера яскраво-коричневі з білими кінчиками, зовнішні махові пера довгі, чорні. Хвіст чорнуватий, з білими краями і кінчиком. Горло і груди сірі, живіт рудий. Дзьоб і лапи чорні.

## Поширення і екологія
Пепоази гніздяться в Патагонії (на південь від Ріо-Негро) та на Вогняній Землі. Взимку вони мігрують до центральної і східної Аргентини, Уругваю та на крайній південь Бразилії (Ріу-Гранді-ду-Сул). Бродячі птахи спостерігалися в Парагваї. Пепоази живуть в степах Патагонії, в пампі, на луках, полях і пасовищах. Зустрічаються переважно на висоті до 500 м над рівнем моря.

## Поведінка
Пеопази ведуть переажно наземний спосіб життя. Зустрічаються зграйками, які взимку можуть нараховувати до 20 птахів. Іноді приєднуються до змішаних зграй птахів разом з тонкодзьобими хрустанами. Живляться комахами, іншими безхребетними та дрібними хребетними. Гніздяться в листопаді-грудні. Гніздо глибоке, чашоподібне, встелене травою і пі'рям, розміщується у високій траві або в чагарниках. В кладці 2-3 яйця.